# Claus Weidensdorfer
Claus Weidensdorfer (* 19. August 1931 in Coswig (Sachsen); † 3. März 2020 in Radebeul) war ein deutscher Maler und Grafiker.

## Leben und Wirken
Weidensdorfer studierte von 1951 bis 1956 an der Hochschule für Bildende Künste Dresden bei Erich Fraaß, Hans Theo Richter und Max Schwimmer. Anschließend arbeitete er bis 1957 als Zeichenlehrer in Schwarzheide-Wandelhof. Von 1957 bis 1966 war er Assistent für Grafik und Malerei an der Pädagogischen Fakultät der Hochschule für Bildende Künste in Dresden. 1963 gehörte er zu den Gründern des „Aktivs bildender Künstler des Stadtbezirks Dresden-Ost“, das  sich zur Aufgabe setzte, im Oberlichtsaal des Ateliergebäudes von Eduard Leonhardi Ausstellungen durchzuführen (auch Arbeitsgemeinschaft Leonhardi-Museum).
Ab 1966 arbeitete Weidensdorfer in Dresden freiberuflich als Maler und Grafiker. Von 1975 bis 1989 hatte er einen Lehrauftrag an der Fachschule für Werbung und Gestaltung in Berlin-Schöneweide im Fach Naturstudium und Gestaltung und ab 1989 an der Hochschule für Bildende Künste in Dresden. Dort hatte er von 1992 bis zur Emeritierung 1997 eine Professur für Malerei und Grafik und war er Dekan des Fachbereiches I (Malerei, Grafik, Bildhauerei und andere bildnerische Medien). Nach seiner Emeritierung bezog Weidensdorfer ein Atelier in Radebeul.
Weidensdorfer war bis 1990 Mitglied des Verbands Bildender Künstler der DDR und hatte eine große Zahl von Einzelausstellungen und Ausstellungsbeteiligungen, in der DDR u. a. von 1958 bis 1988, außer 1967/1968, an den Deutschen Kunstausstellungen bzw. Kunstausstellungen der DDR in Dresden.

## Rezeption
„Bei ihm sind Anregungen von Kubin und Chagall unverkennbar. Seine Kunst wird durch spontane Niederschrift und einen mitunter kauzigen Humor bestimmt. Die ursprünglich ganz aus der Linearität entwickelt Graphik, der es inhaltlich um Eindrücke des Alltags geht, hat in den siebziger Jahren die Farbe als gleichrangiges Gestaltungsmittel aufgenommen“

## Preise (Auswahl)
- 1989: Käthe-Kollwitz-Preis
- 2002: Kunstpreis der Großen Kreisstadt Radebeul
- 2005: Kunstpreis der Landeshauptstadt Dresden
- 2014: Hans-Theo-Richter-Preis der Sächsischen Akademie der Künste

## Ausstellungen seit der deutschen Wiedervereinigung (unvollständig)
Auch nach der deutschen Wiedervereinigung gab es Ausstellungen und Ausstellungsbeteiligungen:
- 1991: Galerie Beethovenstraße, Düsseldorf
- 1992: Kunstmuseum Basel und Staatliche Graphische Sammlung München
- 1994: Galerie De Dilcht, Groningen
- 1995: Leonhardi-Museum, Dresden
- 1996: Galerie Gunar Barthel, Berlin
- 1998: Gerd Mackensen, Otto Sander, Claus Weidensdorfer, Rainer Zille – Galerie Beethovenstraße, Düsseldorf
- 1998: Uzin Kunstforum, Ulm
- 1999: Kupferstichkabinett Dresden, Städtische Galerie Albstadt, und Kulturbrauerei Berlin
- 2001: Galerie Barthel + Tetzner, Berlin
- 2004: Galerie Christoph Horschik, Dresden
- 2005: G. & N. Schüssler, Aschaffenburg
- 2006: Galerie am Ratswall, Bitterfeld
- 2014: Sächsische Landesbibliothek – Staats- und Universitätsbibliothek Dresden[4]